# Victorinus Youn Kong-hi
Victorinus Youn Kong-hi (* 8. November 1924 in Chinnampo, Provinz Heian-nandō, Chōsen, früheres Japanisches Kaiserreich, heutiges Nordkorea) ist Alterzbischof von Gwangju und einer der letzten lebenden Teilnehmer des Zweiten Vatikanischen Konzils.

## Leben
Victorinus Youn Kong-hi empfing am 3. Februar 1946 die Priesterweihe.
Papst Paul VI. ernannte ihn am 7. Oktober 1963 zum ersten Bischof von Suwon. Der Papst persönlich spendete ihm am 20. Oktober desselben Jahres die Bischofsweihe; Mitkonsekratoren waren Pietro Sigismondi, Sekretär der Congregatio de Propaganda Fide, und Sergio Pignedoli, Apostolische Gesandten für West- und Zentralafrika.
Er nahm zwischen 1963 und 1965 an der zweiten, dritten und vierten Sitzungsperiode des Zweiten Vatikanischen Konzils teil und ist seit dem Tod von Alphonsus Mathias einer von vier noch lebenden Konzilsvätern.
Am 25. Oktober 1973 wurde er zum Erzbischof von Gwangju ernannt. Am 30. November 2000 nahm Papst Johannes Paul II. seinen altersbedingten Rücktritt an.